# 464
| [ Edytuj tabelę ]          |                                    |
| Cesarz Bizancjum           | - 457 Leon I 474                   |
| Król Franków               | - 457 Childeryk I 481              |
| Chan Hunów                 | - 454 Dengizek 469 - 458 Ernak 469 |
| Król Kentu                 | - 455 Hengest 488                  |
| Patriarcha Konstantynopola | - 458 Gennadiusz I 471             |
| Władca Korei               | - 413 Changsu 491                  |
| Król Munsteru              | - 453 Óengus 489                   |
| Papież                     | - 461 Hilary I 468                 |
| Król Persji                | - 459 Peroz I 484                  |
| Cesarz Rzymu               | - 461 Libiusz Sewer 465            |
| Król Wandalów              | - 428 Genzeryk 477                 |
| Król Wizygotów             | - 453 Teodoryk II 466              |

Rok 464 / CDLXIV
stulecia: IV wiek ~
V wiek ~
VI wiek

lata: 454 «
459 «
460 «
461 «
462 «
463 «
464
» 465
» 466
» 467
» 468
» 469
» 474

## Wydarzenia
- Azja
  - Na tronie nepalskim zasiadł Manadewa I (panujący do 505 roku).
- Europa
  - Childeryk I dokonał podboju Galii i Paryża

## Zmarli
- Egidiusz – dowódca wojska w Galii od ok. 450 roku (data sporna lub przybliżona)